# Myrtle Beach Speedway
Der Myrtle Beach Speedway, ehemals Rambi Raceway, war eine Rennstrecke in Myrtle Beach, South Carolina. Sie besitzt die Form eines Dogleg-Tri-Ovals und hatte eine Länge von 0,538 Meilen oder umgerechnet 0,865 km. Auf dem Speedway fanden Rennen der NASCAR Whelen All-American Series statt.

## Geschichte

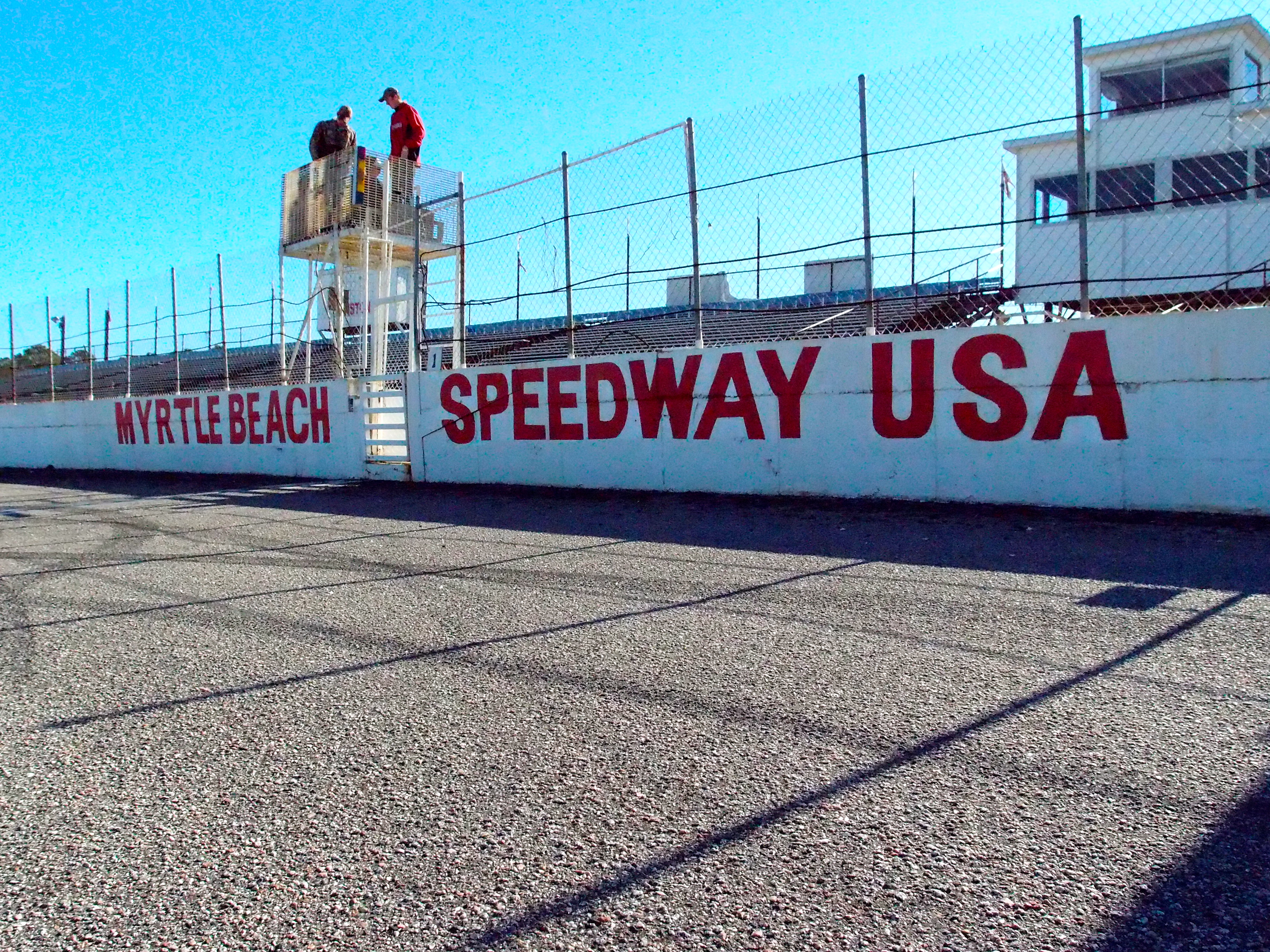
Start-Ziel-Linie am Myrtle Beach Speedway

Der Speedway wurde im Jahre 1958 als Rambi Raceway eröffnet. Zu dieser Zeit handelte es sich noch um einen reinen „Dirt“-Kurs auf losem, unbefestigten Untergrund.
Im Jahre 1968 kaufte Nick Lucas die Strecke, bevor 1987 Billy Hardey als Miteigentümer einstieg.
Nach der Saison 1974 wurde das Oval zum ersten Mal asphaltiert. Jedoch wurde schon 1976 der Asphalt für einzelne Rennen mit Lehm überdeckt. Im Juni 1978 wurde der Asphalt wieder entfernt und die Strecke wieder in einen Dirttrack umgebaut. Am 5. September 1981 wurde die Strecke vorübergehend für 5 Jahre geschlossen. Die Wiedereröffnung erfolgte am 18. Juli 1986. 1987 wurde sie zum zweiten Male – diesmal auf Dauer – asphaltiert.
2020 wurde die Rennstrecke geschlossen. Das letzte offizielle Rennen am 15. August dieses Jahres gewann Sam Yarbrough auf einem Chevy Late Model. Sieger des allerletzten Läufe am Folgetag wurde die Nachwuchspilotin Carmen Odum.

## Veranstaltungen
Auf dem Dirt Track des Rambi Raceways wurden zwischen 1958 und 1965 insgesamt 9 Rennen der NASCAR Grand National Series, dem heutigen Sprint Cup, ausgetragen. Unter anderem traten Fahrer wie Richard Petty, David Pearson, Donny sowie Bobby Allison oder auch Ned Jarrett zu diesen Rennen an.
Von 1988 bis 2000 befand sich der Speedway im Rennkalender der NASCAR Busch Series, der heutigen Nascar Xfinity Series.
Das traditionsreichste Rennen war das Charlie Powell 400 das seit 1993 als Late Model Race auf dem Speedway ausgerichtet wurde. Seit der Schließung von Myrtle Beach 2020 findet das Rennen auf dem Florence Motor Speedway in Timmonsville statt.